# 武漢恒隆廣場
30°34′41″N 114°16′19″E / 30.578037°N 114.272053°E
武漢恒隆广场（英語：Heartland 66），是位于武汉市硚口区京汉大道668号的摩天大楼及商業綜合體，是恒隆集團在華中地區首個大型綜合商業項目，总建筑面积约45万平方米，包括总面积达17.7万平方米的购物中心、一栋甲级写字楼、以及三栋服务式公寓「恒隆府」。武漢恆隆廣場的建築設計靈感來自中國傳統如意結，打造出犹如“无限循环”的商业裙楼屋顶以及动感的建筑轮廓，构建出建筑简洁优雅的外观。辦公樓高61層，總樓面面積約為151,000平方米。「恒隆府」是恒隆地產在內地推出的高端服務式寓所品牌「恒隆府」的首個項目 。
2022年，武汉恒隆广场成为恒隆集團内地项目中业绩涨幅最高的项目。

## 獲獎
- 2022年PropertyGuru 亞洲不動產獎金獎
- 「MIPIM Asia大獎2022」中榮獲「最佳綜合發展項目」金獎
- 2021年美國綠色建築協會頒發「能源及環境設計先鋒獎 — 核心及外殼組別」金獎認證

## 圖集

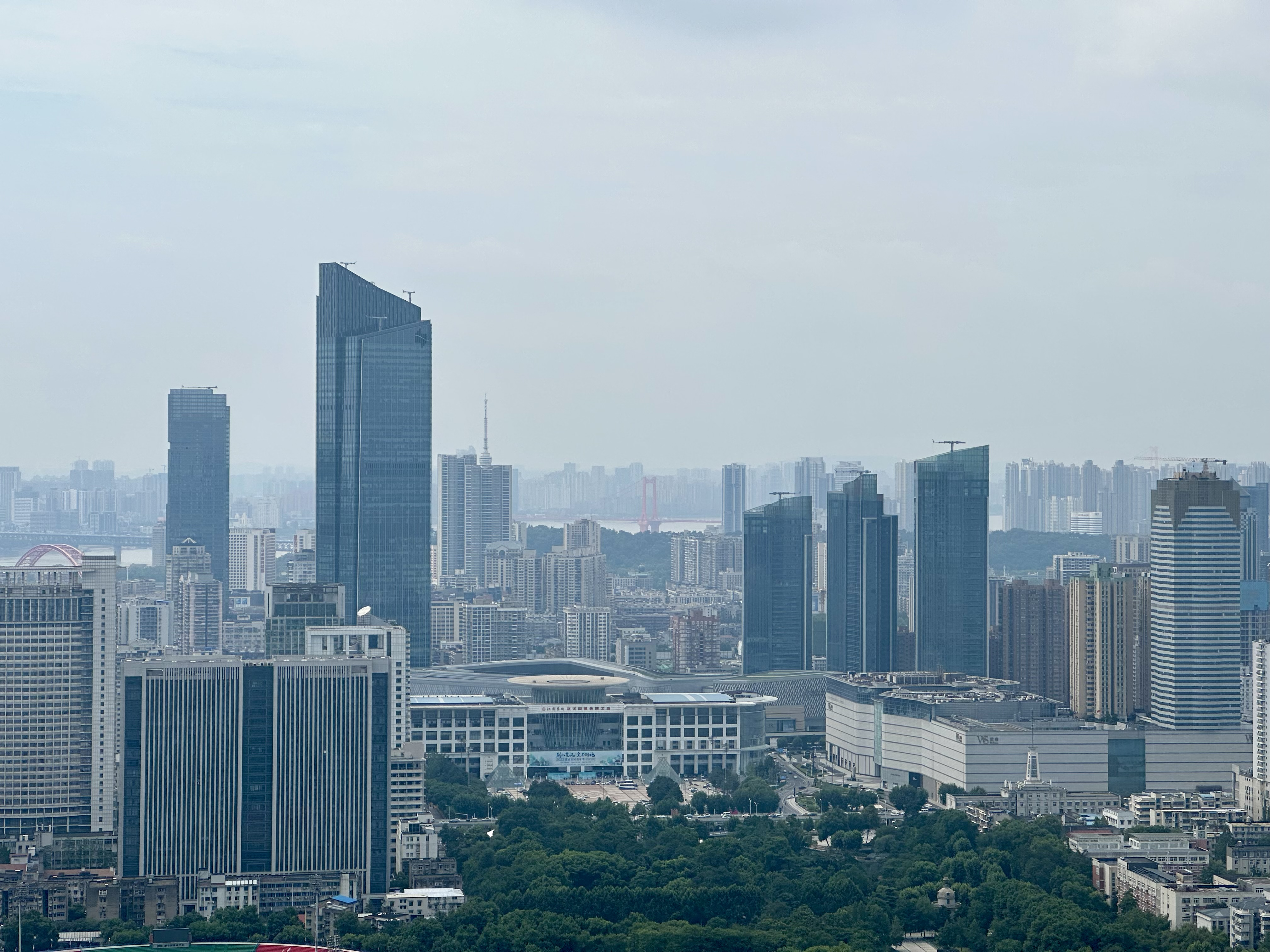
从空中俯瞰武漢恒隆广场建筑群，左侧为339米高的写字楼，右侧三栋为服务式公寓
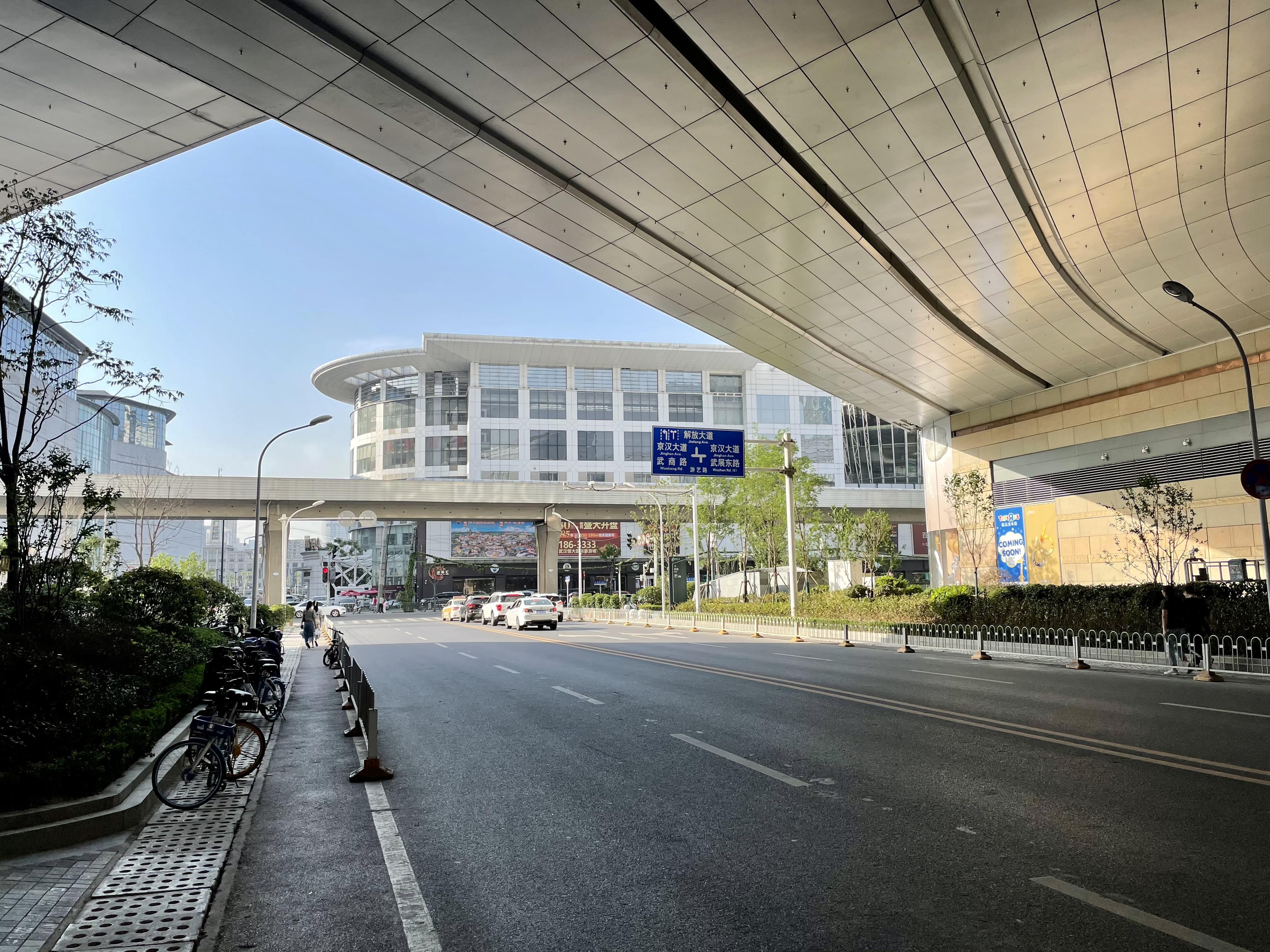
购物中心的下穿街道
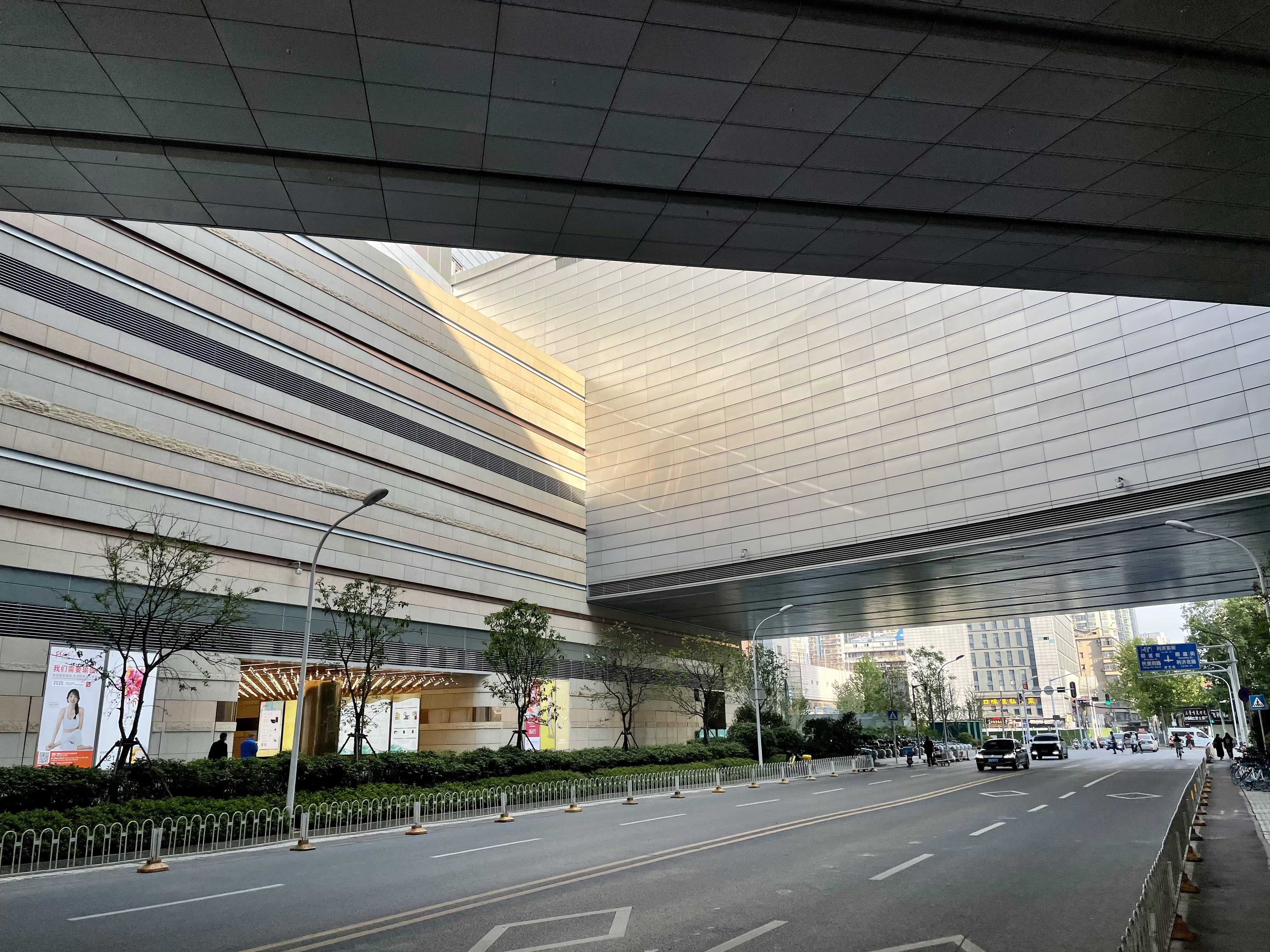
购物中心地面层其中一个出入口
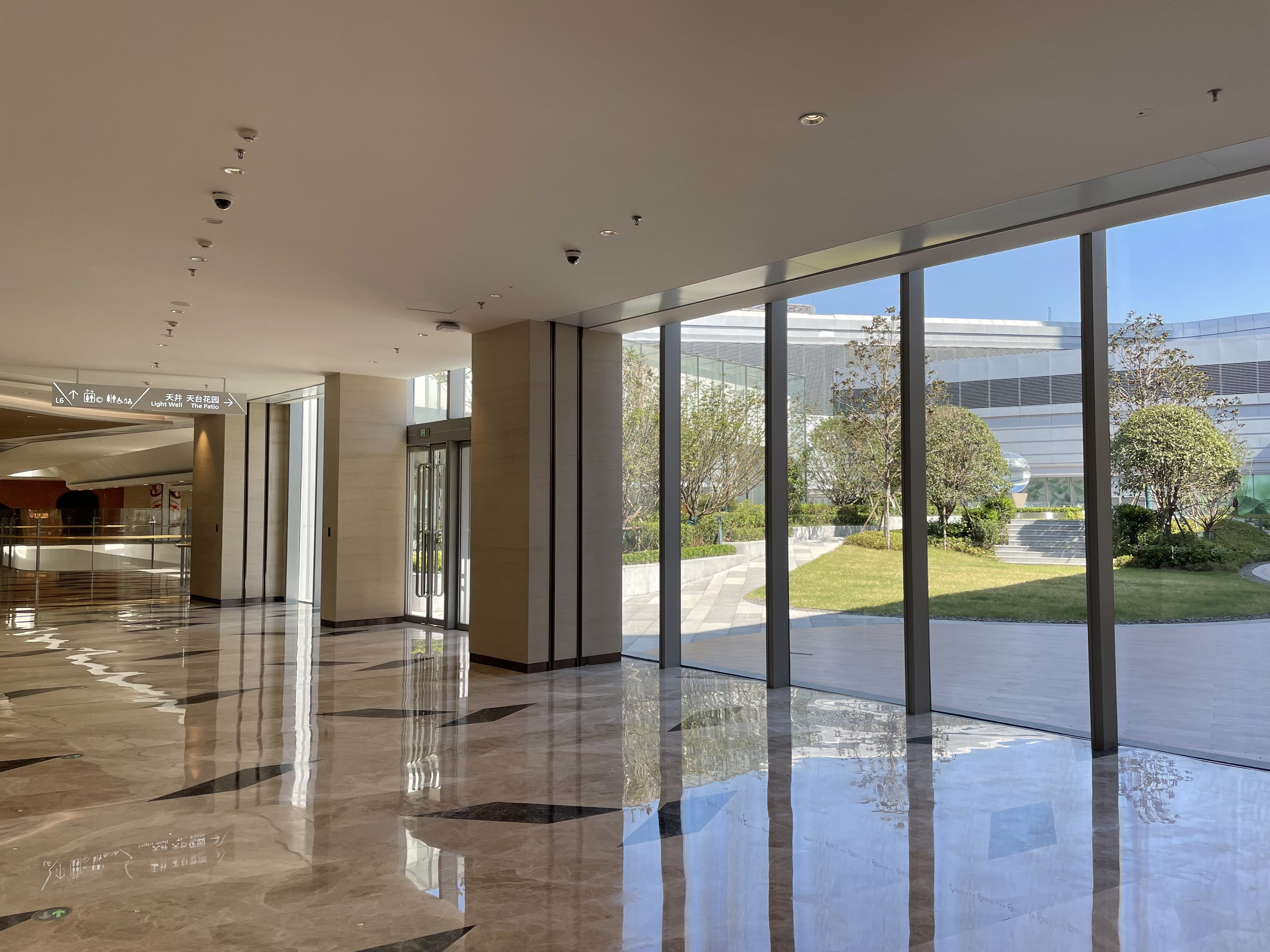
通往「天井」与「天台花园」的标识牌
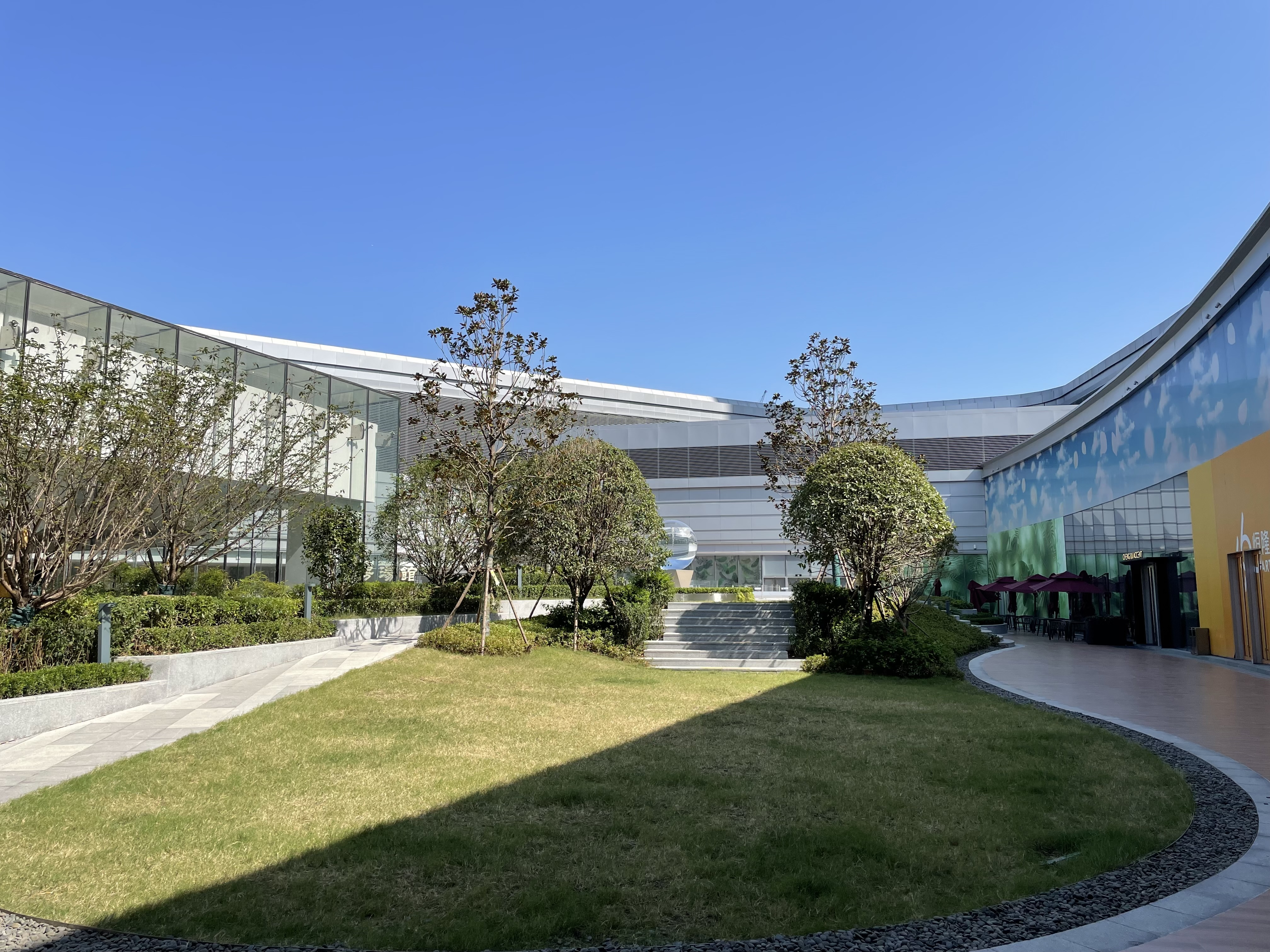
天台花园，中心为「旋涡」（Vortex）雕塑
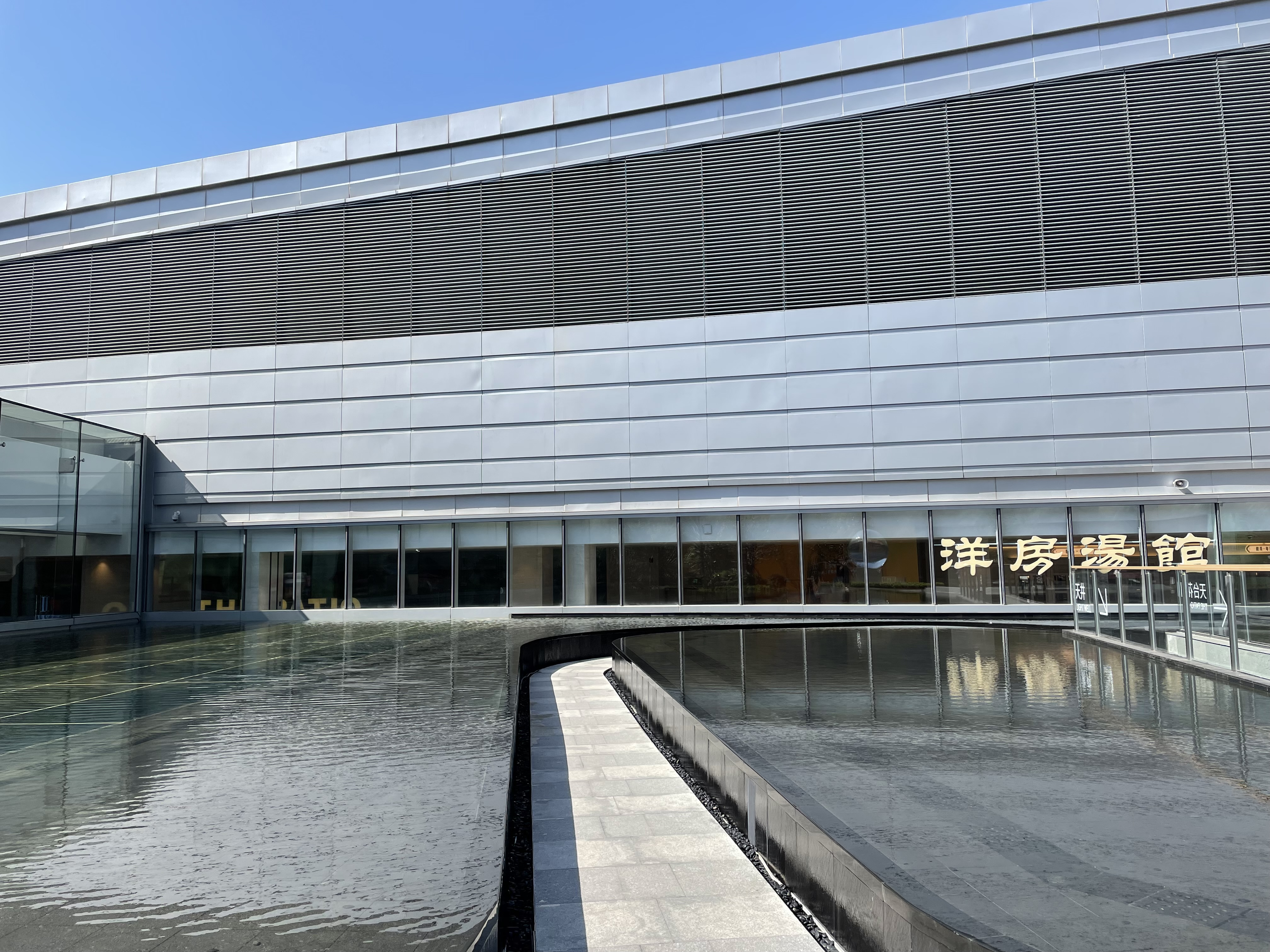
天台花园通往「天井」的小径

## 公共交通
- 武汉地铁1号线友谊路站
- 武汉地铁2号线中山公园站